# Blue Bats Kampala
Blue Bats Kampala ist ein Fußballverein in Kampala, Uganda.

## Geschichte
Der größte Erfolg des Vereines war 1986 das Erreichen des nationalen Pokalfinales. Dort unterlagen sie dem Villa SC. Jedoch qualifizierten sie sich für den CAF Cup Winners 1987. Dort scheiterten sie bereits erwartungsgemäß in der 1. Spielrunde.

## Statistik in den CAF-Wettbewerben
| Wettbewerb           | Runde    | Gegner             | Hinspiel | Rückspiel |  |
| -------------------- | -------- | ------------------ | -------- | --------- |  |
|                      |          |                    |          |           |  |
| CAF Cup Winners 1987 | 1. Runde | al-Merrikh Khartum | 0:2      | 0:1       |  |